# Осциляції Фріделя

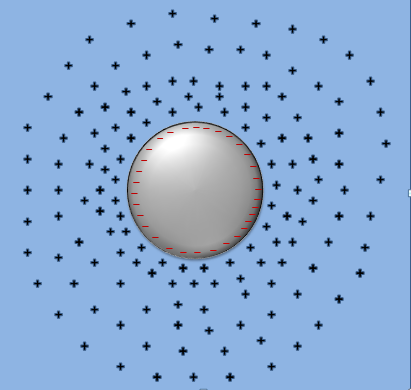
Рис.1. Екранування негативно зарядженої частинки в «басейні» позитивних іонів

Осциляції Фріделя — періодичний розподіл електронної густини, що виникає при екрануванні електричного заряду дефекту. Названі на честь французького фізика Жака Фріделя. Виникають унаслідок локалізованих збурень у металевій або напівпровідниковій системі, викликаних дефектом у фермі-газі або фермі-рідині.
Осциляції Фріделя є квантово-механічним аналогом екранування електричного заряду заряджених частинок у «басейні» іонів (див. Рис. 1). У той час, як екранування електричного заряду використовує поняття точкових зарядів для опису складу іонного "басейну", осциляції Фріделя, що описують ферміони в фермі-рідині або фермі-газі, вимагають квантового опису розсіювання електронних хвиль на потенціалі дефекту. Такі осциляції відображують характерний експоненціальне загасання ферміонної щільності поблизу збурення, за яким слідує загасання {\displaystyle 1/r^{3}}з осциляціями (r - відстань від дефекту).

## Розсіювання на дефекті
Електрони, що рухаються в металі або напівпровіднику, подібні вільним електронам з хвильовою функцією у вигляді плоскої хвилі, тобто
{\displaystyle \psi _{\mathbf {k} }(\mathbf {r} )={\frac {1}{\sqrt {\Omega }}}e^{i\mathbf {k} \cdot \mathbf {r} }} .
Електрони в металі поводяться інакше, ніж частинки у звичайному газі, оскільки електрони є ферміонами, і вони підкоряються статистиці Фермі-Дірака. Така поведінка означає, що кожен k - стан у газі може бути зайнятий лише двома електронами з протилежним спіном. Зайняті стани заповнюють сферу в зонній структурі k - простору до фіксованого енергетичного рівня — енергії Фермі {\displaystyle \varepsilon _{F}}. Радіус кулі в k - просторі, {\displaystyle k_{F}={\sqrt {2m^{*}\varepsilon _{F}}}/\hbar }, називається хвильовим вектором Фермі, {\displaystyle m^{*}} — ефективна маса.
Якщо в металі або напівпровіднику знаходиться чужорідний атом, так звана домішка, електрони, які вільно рухаються у провіднику, розсіюються потенціалом домішки. Оскільки електронний газ є фермі-газом, лише електрони з енергіями, близькими до рівня Фермі, можуть брати участь у процесі розсіювання, тому що повинні існувати порожні кінцеві стани з близькою енергією, в які могли б перейти розсіяні електрони. Стани навколо рівня Фермі, які можуть бути розсіяні, займають обмежений діапазон k — значень або довжин хвиль. Тому лише електрони в обмеженому діапазоні довжин хвиль поблизу енергії Фермі розсіюються, що призводить до модуляції густини заряду {\displaystyle n\left(\mathbf {r} \right)} навколо домішки. Для сферично симетричного потенціалу домішки, що має позитивний заряд, у тривимірному металі густина заряду осцилює, як функція відстані від домішки {\displaystyle |{\boldsymbol {r}}|}:
{\displaystyle n\left(\mathbf {r} \right)={{n}_{0}}+{\frac {1}{4\pi {{r}^{3}}\epsilon \left(2{{k}_{F}}\right)}}\sum \limits _{l}{(-1)^{l}{Z}_{l}}\cos \left(2{{k}_{F}}r+{{\delta }_{l}}\right)} ,
де {\displaystyle l} — орбітальне квантове число, {\displaystyle \delta _{l}} — фаза розсіювання парціальної компоненти хвильової функції електрона, {\displaystyle \epsilon \left(2{{k}_{F}}\right)} - діелектрична проникність металу з хвильовим вектором, що дорівнює подвоєний вектор Фермі. Надлишкова кількість електронів навколо домішкового йона визначається правилом сум Фріделя: 
{\displaystyle \Delta N=\sum \limits _{l}{{Z}_{l}}={\frac {2}{\pi }}\sum \limits _{l}{\left(2l+1\right)}{{\delta }_{l}}\left({{k}_{F}}\right).}
Для довільної розмірності електронної системи, {\displaystyle d=1,2,3}, доданок до густини заряду на великій відстані від дефекту має вигляд:
{\displaystyle \delta n(\mathbf {r} )\sim {\frac {\cos(2k_{\rm {F}}|\mathbf {r} |+\delta )}{|\mathbf {r} |^{d}}}.}

## Якісний опис
У класичному сценарії екранування електричного заряду спостерігається загасання електричного поля в зарядженій рідині, при наявності зарядженого об'єкта. Оскільки екранування електричного заряду розглядає рухомі заряди в рідині як точкові об'єкти, концентрація цих зарядів відносно відстані від точки зменшується експоненціально. Це явище описується рівнянням Пуассона–Больцмана.
Локалізований біля дефекту заряд створюється швидкими електронами фермі-газу, які притягуються до дефекту, дещо сповільнюють свій рух біля нього та скупчуються в цій області. Існування різкої границі довжин електронних хвиль призводить до виникнення ефектів квантової інтерференції, внаслідок чого навколо центру, що розсіює, виникає гало заряду.
Примітка. Там, де класично поблизу зарядженого збурення можна спостерігати переважну кількість протилежно заряджених частинок, у квантовомеханічному сценарії осциляцій Фріделя — це періодичні розташування протилежно заряджених ферміонів, за якими слідують простори з такими ж зарядженими областями.

## Візуалізація двовимірних осциляцій

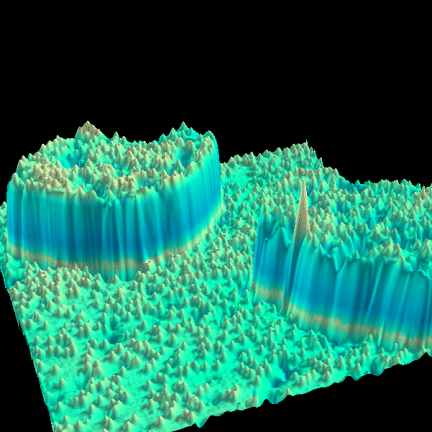
Рис.2. Зображення сканувальної тунельної мікроскопії домішок Cr та сходинок на поверхні Fe (001).

Сканувальна тунельна мікроскопія дозволяє з атомною роздільністю досліджувати локальну густину електронних станів {\displaystyle \rho \left(\mathbf {r} ,\varepsilon \right)} (ЛГС) поблизу поверхні провідника:
{\displaystyle \rho \left(\mathbf {r} ,\varepsilon \right)=\sum \limits _{\mathbf {k} }{\left|{{\psi }_{\mathbf {k} }}\left(\mathbf {r} \right)\right|}^{2}\delta \left(\varepsilon -{{\varepsilon }_{\mathbf {k} }}\right),}
де {\displaystyle {{\psi }_{\mathbf {k} }}\left(\mathbf {r} \right)} — хвильова функція електрона з урахуванням розсіювання на дефекті, {\displaystyle {{\varepsilon }_{\mathbf {k} }}} — енергія електрона з двовимірним хвильовим вектором {\displaystyle \mathbf {k} }, {\displaystyle \delta \left(x\right)} — дельта-функція Дірака. Розсіювання на дефекті призводить до інтерференції хвиль і зміни густини станів, що відображає розсіювальні властивості дефекту. Типовими дефектами поверхні є адсорбовані чужорідні одиничні атоми (точкові дефекти) і атомарні сходинки (лінійні дефекти) (Рис.2). Одним зі способів розуміння якісних характеристик стоячих хвиль біля східчастого краю є наближення, в котрому плоский східчастий край моделюється непроникним бар'єром для електронів поверхневих станів. Східчастий край створює вузол ЛГС, {\displaystyle \rho \left(0,{{\varepsilon }_{F}}\right)=0}, на межі сходинки {\displaystyle x=0}, а ЛГС на відстані {\displaystyle x} від сходинки описується рівнянням:
{\displaystyle \rho \left(x,{{\varepsilon }_{F}}\right)={\frac {{m}^{*}}{\pi {{\hbar }^{2}}}}\left[1-{{J}_{0}}\left(2{{k}_{F}}x\right)\right]},
де {\displaystyle {{J}_{0}}\left(x\right)} — функція Бесселя першого роду. Двовимірні осциляції Фріделя спостерігалися, наприклад, на СТМ-зображенні чистої поверхні міді, на якій були розміщені наноострівки кобальту та точкові дефекти .